# Daniel Josse
Daniel (Dany) Josse (Leval-Trahegnies, 4 september 1952 - Bergen, 3 mei 2011) was een Belgisch lid van het Waals Parlement.

## Levensloop
Daniel Josse was tussen 1978 en 1994 assistent, lector en docent tekenen en schilderen in het schilderatelier van de École supérieure des Arts plastiques et visuels de la Communauté française à Mons.
In het begin van de jaren '90 trad hij toe tot Ecolo en werd in september 1992 lid van het regionaal secretariaat van het arrondissement Bergen. In maart 1994 werd hij samen met Jacky Morael en Isabelle Durant de politieke secretaris van Ecolo en zou de volgende drie jaar de woordvoerder van de partij zijn. In januari 1997 stopte hij als federaal politiek secretaris ten voordele van Jean-Luc Roland. Vervolgens werd hij politiek secretaris van de Ecolo-afdeling van het arrondissement Bergen.
In juni 1999 werd Josse verkozen tot lid van het Waals Parlement en van het Parlement van de Franse Gemeenschap en zou dit blijven tot in 2004. Hij was onder andere de voorzitter van de Audiovisuele commissie in het Parlement van de Franse Gemeenschap. In mei 2004 verliet hij Ecolo om over te stappen naar de PS en was van 2005 tot 2009 adviseur op het kabinet van minister in de Franse Gemeenschapsregering Fadila Laanan. Vervolgens werd hij tot aan zijn onverwachte dood in mei 2011 actief in verschillende culturele organisaties van de stad Bergen.